# Zhongyi, Chongqing
Zhongyi (kinesiska: 中益) är en socken i sydvästra Kina. Den ligger i Shizhu härad i storstadsområdet Chongqing, omkring 180 kilometer öster om det centrala stadsdistriktet Yuzhong. Antalet invånare är 5 434. Befolkningen består av 2 614 kvinnor och 2 820 män. Barn under 15 år utgör 25,0 %, vuxna 15-64 år 58 %, och äldre över 65 år 15,0 %.